# Tat'jana Gajdaj
Tat'jana Gajdaj (in russo Татьяна Гайдай?; trasl. angl.: Tatiana Gayday; 27 gennaio 2001) è una nuotatrice artistica russa.

## Palmarès
- Mondiali

Singapore 2025: bronzo nel duo tecnico e nel duo libero.

### Coppa del Mondo
- 1 podio:
  - 1 vittoria (1 nel duo)

#### Coppa del mondo - vittorie
| Data           | Luogo    | Paese  | Disciplina  |
| -------------- | -------- | ------ | ----------- |
| 11 aprile 2025 | Soma Bay | Egitto | Duo tecnico |